# San Cristóbal de Entreviñas
San Cristóbal de Entreviñas è un comune spagnolo di 1 645 abitanti situato nella comunità autonoma di Castiglia e León.